# La Religion
Pour l’article homonyme, voir La Religion (roman).
La Religion est le nom sous lequel est connu l’ordre de Saint-Jean de Jérusalem.
Le terme est principalement répandu dans la marine de l’Ordre.